# Nyssodrysina stictica
Nyssodrysina stictica är en skalbaggsart som först beskrevs av Gilmour 1962.  Nyssodrysina stictica ingår i släktet Nyssodrysina och familjen långhorningar. Inga underarter finns listade i Catalogue of Life.